# Pinguicula calyptrata
Pinguicula calyptrata är en tätörtsväxtart som beskrevs av Carl Sigismund Kunth. Pinguicula calyptrata ingår i släktet tätörter, och familjen tätörtsväxter. Inga underarter finns listade i Catalogue of Life.